# Rupert Fankhauser
Rupert Fankhauser, detto Pert (Kufstein, 18 febbraio 1909 – Nanga Parbat, 15 giugno 1937), è stato un alpinista, operaio e sportivo austriaco,  abile scalatore e sciatore diede l'arrampicata alle montagne delle Alpi austriache e fu un componente della spedizione alpinistica tedesca al Nanga Parbat del 1937, trovando la morte nel tentativo di arrampicarsi sulla settima vetta più alta del mondo.

## Biografia
Fankhauser si stabilì a Telfs nel 1932 come operaio addetto alla costruzione di tetti e in seguito fu impiegato presso la ditta Franz Pischl. Fu membro del Club alpino tedesco (Deutscher Alpenverein) e dell'Österreichischer Alpenklub, del Club di ginnastica "Jahn", dello Sci club di Telfs e del Club alpino di Innsbruck "Karwendler" (Österreichischer Alpenverein). Fu particolarmente impegnato con l'allenamento dei giovani del club di ginnastica e creò un forte gruppo di alpinisti. Nello sci club promosse l'escursionismo in alta montagna e, soprattutto lo sci di fondo, l'attenzione era rivolta alle prestazioni e alle competizioni. Sapeva motivare i giovani alla pratica dello sport di montagna ed era anche il fondatore a Telfs dello stile estremo dell'alpinismo. Intraprese le prime salite al monte Hohe Munde, parete sud diretta, pilastro sud, diedro sud e parete nord diretta; al monte Hochwand, parete nord ovest, cresta nord-Muro della morte; al Karkopf, spigolo sud, diedro sud e molti altri. Strinse una forte amicizia e stima con Karl Wien, uno dei più quotati alpinisti del tempo, nelle scalate più difficili del massiccio del Wilder Kaiser.
Dopo aver messo in mostra le sue qualità di scalatore sulle Alpi, non mancò alla chiamata per la spedizione alpinistica tedesca al Nanga Parbat del 1937 guidata da Karl Wien. Fu selezionato con Hans Hartmann e Günther Hepp in quanto membri della prestigiosa Associazione Alpina Accademica di Monaco di Baviera  e poiché avevano già svolto un ruolo chiave nell'organizzazione delle due precedenti spedizioni al Nanga Parbat nel 1932 e nel 1934.  Tutti i membri della spedizione appartenevano alla cerchia di amici del capo spedizione Karl Wien: Günther Hepp e Adolf Göttner erano stati con lui nella regione del Sikkim in India settentrionale nel 1936; e lo stesso Rupert Fankhauser dal Tirolo,  aveva stretto amicizia con lui nelle scalate più difficili del Wilder Kaiser; Peter Müllritter era stato sul Nanga Parbat già nel 1934: in quell'occasione era stato lo spettatore impotente, in alto sulla montagna, del disastro per i suoi amici; e ora sarebbe stato il fotografo ufficiale della spedizione. Il professor Carl Troll, il geografo e botanico, era stato con Wien per molti mesi negli altipiani dell'Africa orientale. Era una squadra potente e godeva del sostegno di tutta la nazione tedesca. Vienna aveva personalmente selezionato un ottimo team di sherpa l'anno precedente e gran parte dell'attrezzatura era già stata spedita. Le speranze del successo erano alte.
Rupert Fankhauser morì il 15 giugno con altri sedici alpinisti travolto da una valanga di ghiaccio al campo IV sul Nanga Parbat a un'altitudine di 6.200 m.  a soli 1.940 metri dalla vetta del monte.  Una piccola cornice sospesa dalla cresta orientale del Rakhiot Peak si staccò e, raccogliendo un'enorme valanga sul suo percorso lungo e relativamente pianeggiante, si diressero direttamente al campo IV, seppellendo gli uomini lì mentre dormivano nelle tende. Fu una delle tragedie più grandi nella storia degli ottomila e solamente due membri del team si salvarono perché erano ai campi inferiori, gli scienziati Cameron Ulrich Lufte e Carl Troll. In memoria di Rupert Fankhauser fu organizzata dallo sci club di Telfs la "Pert Fankhauser Memorial Run" per diversi anni. Questa manifestazione includeva una speciale gara di discesa e di fondo con classificazioni individuali, combinate e basate sull'età dei partecipanti. Nel 1953 Hermann Buhl, il conquistatore della vetta del Nanga Parbat, dedicò la bandiera pakistana posta sulla cima alla memoria di Rupert Fankhauser, tirolese come lui.

## Carriera alpinistica
- 1930 primo tentativo sul Maukspitze-camino meridionale "Spenglerkamin", VI/A1, 250 HM, 2231 m, (Wilder Kaiser)
- 1931 primo tentativo sul Goinger Törlspitze-spigolo sud-orientale, V, 200 HM, 2227 m, (Wilder Kaiser)
- 1937 Partecipante alla spedizione sul Nanga Parbat, (Himalaya, Pakistan)[4].